# Ipparchia
Ipparchia (in greco antico: Ἱππαρχία?; Maronia, 350 a.C. circa – 280 a.C. circa) è stata una filosofa greca antica.

## Vita
Nacque a Maronia, località molto vicina all'attuale Tracia orientale, per poi trasferirsi, insieme alla sua famiglia, ad Atene. Sorella del cinico Metrocle, originaria di una famiglia di buona condizione, minacciò di uccidersi se non le fosse stato consentito di sposare il filosofo cinico Cratete di Tebe. Secondo Diogene Laerzio, Cratete, non riuscendo a dissuaderla, 
(Diogene Laerzio, Vite e dottrine dei più celebri filosofi, a cura di Giovanni Reale, 2005, Bompiani, Milano, ISBN 88-452-3301-4)

Nell'Antologia Palatina (VII, 413), è riportato un epigramma che la riguarda: 

In un simposio, avrebbe confutato Teodoro l'ateo con questo ragionamento: 
Al rimprovero di questi di aver abbandonato i lavori dei telai, rispose di aver messo a frutto il tempo per la propria educazione, anziché sprecarlo nei telai

## Opere
La Suda riporta che scrisse alcuni trattati filosofici, oltre che alcune lettere indirizzate a Teodoro l'ateo, ma nulla di ciò è sopravvissuto